# USS La Vallette (DD-448)
USS La Vallette (DD-448) — эскадренный миноносец типа «Флетчер», в период Второй мировой войны состоявший на вооружении ВМС США. Назван в честь одного из первых американских адмиралов — Эли Ла Валлетта. Второй корабль с этим именем в составе ВМС.
Эсминец был заложен 27 ноября 1941 года на верфи Federal Shipbuilding and Drydock Company в Карни, Нью-Джерси. Спущен на воду 21 июня 1942 года и сдан в эксплуатацию 15 августа 1942 года. Первый командир — лейтенант-коммандер Хендерсон.

## История
После ввода в строй вёл боевую подготовку и патрульную службу в Карибском море и Атлантике. 16 декабря 1942 года вышел из Нью-Йорка и, через Панамский канал, направился на Тихий океан.
Первое столкновение с противником состоялось 29 января 1943 года, когда корабль сопровождал соединение TF 18 с Гуадалканала. В ходе налёта японской авиации эсминцем было сбито три самолёта. 30 января прикрывал крейсер Chicago и вновь подвергся атаке авиации. В ходе боя сбил шесть самолётов Mitsubishi G4M, но сам получил попадание торпедой. Погибло 22 человека. Корабль был отбуксирован в док на Эспириту Санто для устранения серьёзных повреждений. Затем ушёл на ремонт на верфь Mare Island NSY в Калифорнии. Ремонт продлился до 6 августа, после чего корабль вернулся в Пёрл-Харбор и присоединился к авианосному соединению для удара по острову Маркус 31 августа.
В ночь с 1 на 2 октября близ Коломбангара обнаружил японские десантные баржи и атаковал их, потопив четыре и повредив две.
Осуществлял прикрытие сил в ходе десанта на острова Гилберта и ударов по атоллам Кваджалейн и Вотье, сбил несколько самолётов противника. Затем ушёл в Сан-Франциско для краткосрочного ремонта, после чего вернулся в южную часть Тихого океана.
1 февраля 1944 года обстреливал Кваджалейн перед высадкой десанта. В апреле действовал у Аитапе. В июле — прикрывал высадку десанта в Нумфор. Между участиями в операциях, непрерывно нёс конвойную службу.
В ходе первой атаки на Филиппины прикрывал конвои. Незадолго до битвы у Лейте ушёл с конвоем в Голландию. 5 декабря вернулся к Филиппинам, подвергся атаке камикадзе в проливе Суригао. В начале 1945 года прикрывал тральщики, очищавшие от мин Манильскую бухту.

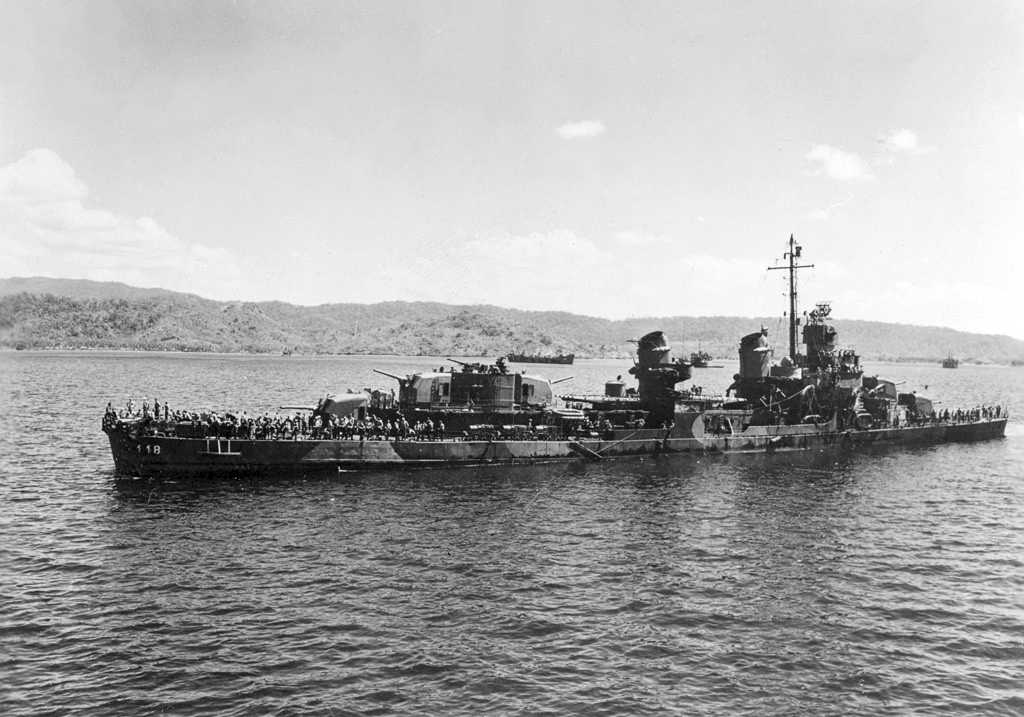
La Vallette после подрыва на мине, 1945 год

14 февраля подорвался на мине, получив серьёзные повреждения и потеряв шесть человек погибшими и 23 — ранеными. Был отбуксирован в Субик Бэй, а затем ушёл на ремонт в San Francisco Naval Shipyard. 7 августа перешёл в Сан-Диего. Там же был выведен в резерв 16 апреля 1946 года.
Находился в составе Резервного флота до 1969 года. В 1974 году был продан в Перу на запчасти и разобран.

## Награды
Эсминец был награждён 10 Боевыми звёздами за службу во Второй мировой войне.